# 姚文倬
姚文倬，字稷塍，号谭庐，浙江仁和縣人。清末政治人物。

## 生平
光绪十六年（1890年）进士。同年五月，改翰林院庶吉士。光緒十八年五月，散館，授翰林院檢討。光緒二十年（1894年）出督雲南學政。光绪三十一年（1905年）冬，任福建兴泉永道。补福建提学使。辛亥革命时，返回原籍。